# George Tenner
George Tenner (* 23. April 1939) ist deutscher Romanautor und Journalist.

## Leben
Der Sohn des Kunstmalers Helmut Schmidt-Kirstein wuchs in einem Künstlerhaushalt in Dresden und, nachdem sich die Eltern trennten, in Berlin und Ahrenshoop an der Ostsee auf. Nach einer handwerklichen Ausbildung  und der Meisterprüfung, führte er ab 1961 bis zu seiner Flucht aus der DDR im Oktober 1966 einen eigenen Betrieb in Berlin und Ahrenshoop. Tenner war mit Johannes Tralow befreundet, der ihm empfahl zu schreiben. Auch der jüdische Schriftsteller Bruno Frei aus Wien gehörte zum Bekanntenkreis Tenners und seiner Familie.
1964 wurde Tenner wegen des Versuches, aus der DDR zu fliehen durch die Staatssicherheit verhaftet. Er verbüßte im Untersuchungsgefängnis in Frankfurt/Oder und der Strafvollzugsanstalt Rüdersdorf eine über einjährige Haftstrafe. Nach der Entlassung bereitete er erneut seine Flucht vor. Im Oktober 1966 floh er gemeinsam mit seiner zweiten Frau Ulla-Ingelore und einem während der Haft kennengelernten Freund in einem Schlauchboot von Ahrenshoop zum Feuerschiff Gedser.
Von West-Berlin aus recherchierte er über verschiedene Geheimdienste in Ost und West. Er veröffentlichte 1982 seinen ersten Roman über den Geheimdienst der DDR in Verbindung mit dem Sechstagekrieg in Israel.
Wegen nachgewiesener Verfolgung durch die Staatssicherheit der DDR und einer befürchteten Entführung oder eines Anschlages auf sein Leben, verließ Tenner West-Berlin und zog nach Öhningen am Bodensee. Er arbeitete als freier Journalist und Redakteur für Zeitungsverlage in Deutschland und der Schweiz. Von 1984 bis 1990 betrieb er in Öhningen zusammen mit seiner Frau  die Presse- und PR-Agentur -utwapress-.
1990 zog Tenner wegen Rückübertragungsforderungen nach Bernau bei Berlin um.
George Tenner ist Mitglied im Deutschen Journalistenverband. Er gehörte der Autorengruppe Syndikat bis August 2012 an. Seit 2002 arbeitet er als freischaffender Schriftsteller und lebt in Bernau bei Berlin sowie zeitweise auf Usedom.

## Werke
- Der Wüstenwolf, Thriller, Herbig, 1982. ISBN 3-7766-1188-X.
- Ausgeflippt, Satiren, MV-Verlag, 2004. ISBN 3-86582-020-4.
- Das Spiel der Nymphen, Roman, MV-Verlag, 2005. ISBN 3-86582-128-6.
- Das Petersplatzkomplott, Thriller, MV-Verlag, 2005. ISBN 3-86582-142-1.
- Der Schrei des Pelikans, Thriller, MV-Verlag, 2006. ISBN 3-86582-289-4.
- Jagd auf den Inselmörder, Kriminalroman, Schardt Verlag, 2007. ISBN 978-3-89841-329-9.
- Das Lächeln der Mona Lisa, Kriminalroman/Dresden. Schardt Verlag, 2008. ISBN 978-3-89841-377-0.
- Der Drachen des Todes, Kriminalroman, Schardt Verlag, 2008. ISBN 978-3-89841-385-5.
- Insel der tausend Puppen, Kriminalroman, Schardt Verlag. 2009, ISBN 978-3-89841-442-5.
- Single, unvermittelbar ..., Roman, MV-Verlag, 2009. ISBN 978-3-86582-891-0.
- Das Haus am Hohen Ufer, Autobiografie, Schardt Verlag, 2009. ISBN 978-3-89841-488-3.
- Rendezvous mit Usedom, Inselgeschichten, Wartberg-Verlag, 2010. ISBN 978-3-8313-2114-8.
- Jenseits von Deutschland, Antikriegsroman, Schardt Verlag 2011. ISBN 978-3-89841-596-5.
- Nacht über der Insel, Kriminalroman, Schardt Verlag 2012, ISBN 978-3-89841-651-1.
- Im Schatten der Roten Mühle, Thriller, CreateSpace Independent Publishing Platform 2013, ISBN 978-1-4800-7738-6.
- Schatten über der Insel, Kriminalroman, Schardt Verlag 2013, ISBN 978-3-89841-707-5.
- Monet und der Tod auf der Insel, Kriminalroman, Schardt Verlag 2014, ISBN 978-3-89841-743-3.
- Im langen Schatten des Otto Dix, Vita/Bildband des Kunstfälschers Rüdiger Faller, ISBN 978-3-89841-825-6.
- Der Tod zwischen den Inseln, Schardt Verlag 2016, ISBN 978-3-89841-894-2.
- Der Tod ist keine schwarze Gestalt, epubli  2017/2018, ISBN 978-3-7467-8042-9.
- Insel der Vergänglichkeit, Schardt Verlag 2017, ISBN 978-3-96152-120-3.
- Fünf Tage in Karlsbad, epubli 2018, ISBN 978-3-7467-8785-5.
- Die Potsdam Verschwörung, epubli 2020 ISBN 978-3-7502-5405-3.
- LUCs Tod auf der Insel, Kriminalroman, epubli 2021 ISBN 978-3-7531-5800-6.